# 褐環裸胸鱔
褐環裸胸鱔，又名黑環裸胸鯙，俗名薯鰻、錢鰻，為輻鰭魚綱鰻鱺目鯙亞目鯙科的其中一個種。

## 分布
本魚僅分布於西太平洋海域，包括日本、台灣、琉球群島、印尼、菲律賓等。

## 深度
水深5至50公尺。

## 特徵
本魚體側橫帶成明顯之暗褐色並具白邊，各橫帶之背腹相連形成完整之環狀，其共有13條橫帶，環狀橫帶之間及頭部具有黑點，與網紋裸胸鱔相似，但本種體高較低，頭部也較短。具有銳利的牙齒，需小心咬傷，體長可達60公分以上。

## 生態
主要棲息在珊瑚礁區間之洞穴或礁石與沙地所形成之縫隙中，以魚類、頭足類為食。

## 經濟利用
食用魚，味道鮮美，也可作為觀賞魚。